# Gmelin-amazília
A Gmelin-amazília (Chrysuronia leucogaster) a madarak osztályának sarlósfecske-alakúak (Apodiformes) rendjébe és a kolibrifélék (Trochilidae) családjába tartozó faj.

## Rendszerezése
A fajt Johann Friedrich Gmelin német természettudós írta le 1788-ban, a Trochilus nembe  Trochilus leucogaster néven. Sorolták az Amazilia nembe Amazilia leucogaster néven és a Agyrtria nembe Agyrtria leucogaster néven is.

## Alfajai
- Chrysuronia leucogaster bahiae (Hartert, 1899)
- Chrysuronia leucogaster leucogaster (J. F. Gmelin, 1788)[2]

## Előfordulása
Dél-Amerikában , az Atlanti-óceán partvidékén, Brazília, Francia Guyana, Guyana, Suriname és Venezuela területén honos. Természetes élőhelyei a szubtrópusi vagy trópusi síkvidéki esőerdők, mangroveerdők, száraz erdők és szavannák, valamint ültetvények és vidéki kertek. Állandó, nem vonuló faj.

## Megjelenése
Testhossza 10 centiméter.

## Természetvédelmi helyzete
Az elterjedési területe nagyon nagy, egyedszáma pedig ismeretlen. A Természetvédelmi Világszövetség Vörös listáján nem fenyegetett fajként szerepel.